# Mount Nora
Mount Nora är ett berg i Kanada.   Det ligger i provinsen British Columbia, i den sydvästra delen av landet, 3 700 km väster om huvudstaden Ottawa. Toppen på Mount Nora är 1 684 meter över havet, eller 1 024 meter över den omgivande terrängen. Bredden vid basen är 13,2 km.
Terrängen runt Mount Nora är bergig söderut, men norrut är den kuperad.Trakten runt Mount Nora är nära nog obefolkad, med mindre än två invånare per kvadratkilometer.. Det finns inga samhällen i närheten. 
I omgivningarna runt Mount Nora växer i huvudsak barrskog.